# Катунь (Бурятия)
Кату́нь — село в Баргузинском районе Бурятии. Входит в городское поселение «Посёлок Усть-Баргузин».

## География
Расположено, приблизительно, в 46 км (по автодороге) к северу от Усть-Баргузина, на полуострове Святой Нос, на западном берегу Чивыркуйского залива озера Байкал, на территории Забайкальского национального парка.

## Население
| 2002 | 2010 |
| ---- | ---- |
| 21   | ↘7   |

## Экономика
Туризм.